# Polymorphomyia tridentata
Polymorphomyia tridentata är en tvåvingeart som först beskrevs av Friedrich Georg Hendel 1914.  Polymorphomyia tridentata ingår i släktet Polymorphomyia och familjen borrflugor. Inga underarter finns listade i Catalogue of Life.